# Michael Kammen
Michael Gedaliah Kammen (* 25. Oktober 1936 in Rochester, New York; † 29. November 2013 in Ithaca, New York) war ein US-amerikanischer Historiker und Professor an der Cornell University. Kammen galt als einer der Pioniere der neueren amerikanischen Kulturgeschichte. Er legte bahnbrechende Arbeiten zur Kolonialgeschichte und zur Geschichte der Amerikanischen Revolution vor.

## Leben und Wirken
Michael Kammen wuchs im Raum Washington, D.C. auf und studierte an der George Washington University sowie der Harvard University, an der er 1964 bei Bernard Bailyn promoviert wurde. Danach lehrte er an der Cornell University, zunächst ab 1965 als Assistant Professor und zuletzt als Newton C. Farr Professor of American History and Culture. 2008 wurde er emeritiert. 1980/81 war er Gastprofessor für Amerikanische Geschichte an der École des Hautes Etudes in Paris.
Anfangs befasste er sich mit amerikanischer Kolonialgeschichte, später auch allgemein mit amerikanischer Kulturgeschichte im 19. und 20. Jahrhundert. Für sein Buch People of Paradox, in dem er Widersprüchen im amerikanischen Nationalcharakter nachging wie denen zwischen Idealismus und Materialismus oder Puritanismus und Hedonismus, erhielt er 1973 den Pulitzer-Preis für Geschichte und für A machine that would go of itself über die Amerikanische Verfassung in der Nationalkultur den Francis Parkman Prize und Henry Adams Prize.
1995/96 war er Präsident der Organization of American Historians. Er war Mitglied der American Academy of Arts and Sciences. 2009 erhielt er den Award for Scholarly Distinction der American Historical Association.
Er war mit der Historikerin Carol Kammen verheiratet und hatte zwei Söhne.

## Schriften
Monographien
- People of Paradox: An Inquiry Concerning the Origins of American Civilization, New York: Alfred Knopf 1972
- Colonial New York: A History. New York: Scribner, 1975, Oxford University Press 1996
- A rope of sand; the colonial agents, British politics, and the American Revolution, Cornell University Press 1968
- A season of youth : the American Revolution and the historical imagination, Oxford University Press 1978
- A Machine That Would Go of Itself: The Constitution in American Culture, Alfred Knopf 1986
- Spheres of liberty : changing perceptions of liberty in American culture, University of Wisconsin Press 1986
- Mystic Chords of Memory: The Transformation of Tradition in American Culture, Alfred Knopf 1991
- Meadows of memory : images of time and tradition in American art and culture, University of Texas Press 1992
- Contested Values: Democracy and Diversity in American Culture, St. Martin´s Press 1995
- In the Past Lane: Historical Perspectives on American Culture, Oxford UP 1999
- American Culture, American Tastes: Social Change and the 20th Century, Alfred Knopf 1999
- Robert Gwathmey: The Life and Art of a Passionate Observer, University of North Carolina Press 1999
- Visual Shock: A History of Art Controversies in American Culture, Vintage Books 2006
- A Time to Every Purpose: The Four Seasons in American Culture, University of North Carolina Press 2004
- Digging Up the Dead: A History of Notable American Reburials, University of Chicago Press 2010

Herausgeberschaften
- The Origins of the American Constitution: A Documentary History, New York: Penguin Books, 1986.